# Hans-Joachim Buddecke

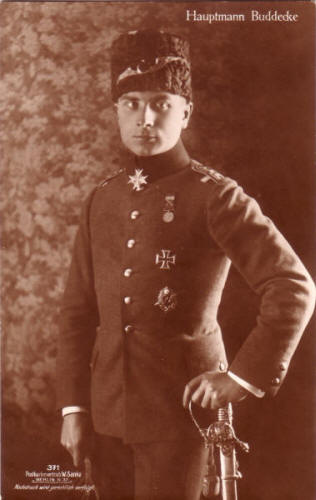
Hans-Joachim Buddecke (1916)

Hans-Joachim Buddecke (* 22. August 1890 in Berlin; † 10. März 1918 in Lille) war ein deutscher Offizier und Jagdflieger im Ersten Weltkrieg.

## Leben
Adolf August Hans-Joachim Buddecke, als Sohn des hessischen Leutnants Albert Buddecke während dessen Ausbildung an der Kriegsakademie in Berlin geboren, trat im Frühjahr 1904 in das Kadettenkorps ein und kam am 1. Juni 1910 als Leutnant in das Leibgarde-Infanterie-Regiment (1. Großherzoglich Hessisches) Nr. 115. Buddecke quittierte jedoch 1913 den Dienst, wurde zur Reserve entlassen und emigrierte in die USA, wo er sich zum Piloten ausbilden ließ.
Nach dem Ausbruch des Ersten Weltkriegs gelangte Buddecke mit falschen Papieren als „Mr. Morize Adolph“ auf dem griechischen Dampfer „Athene“ über Palermo zurück nach Deutschland, um sich freiwillig bei der Fliegertruppe zu melden. Bereits im September 1914 gelangte er an die Front.
Bei der Feldfliegerabteilung 23 errang Buddecke 1915 mit einem Fokker-Eindecker seinen ersten Luftsieg. Mit MG-Feuer tötete er den gegnerischen Piloten und beobachtete, wie dessen Beobachter waghalsig zu seinem sterbenden Kameraden hinüberkletterte, nach dem Steuerknüppel griff und das Flugzeug noch glücklich zur Landung brachte. Als erfolgreicher Kampfflieger wurde er 1915 mit beiden Klassen des Eisernen Kreuzes, dem Ritterkreuz des Königlichen Hausordens von Hohenzollern mit Schwertern und dem Ritterkreuz des sächsischen Militär-St. Heinrichs-Orden ausgezeichnet.

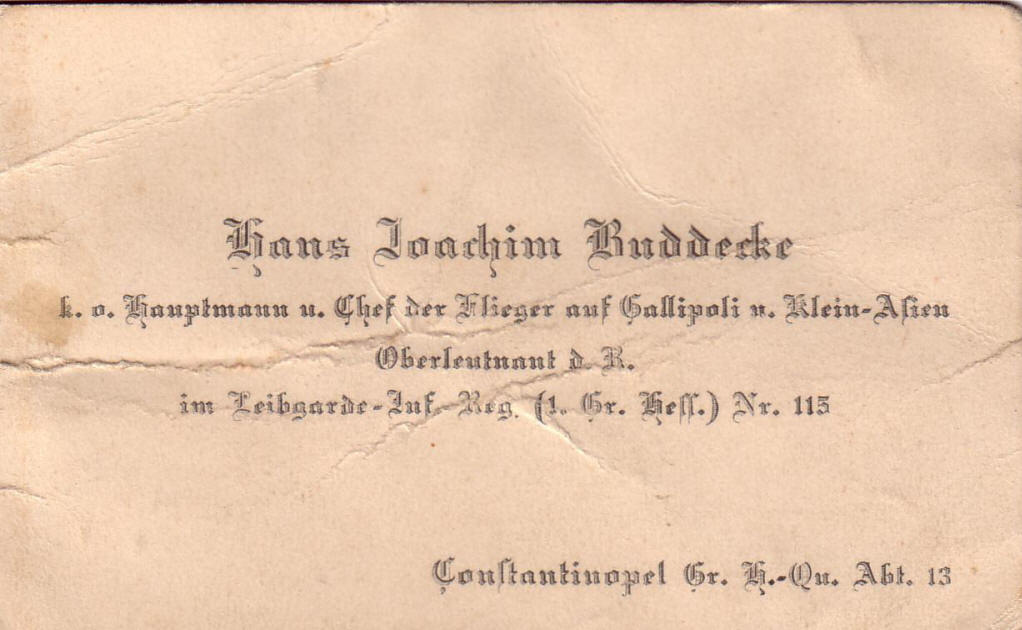
Visitenkarte als Chef der Flieger Gallipoli

Ende 1915 wurde Buddecke zur deutschen Militärmission (Feldfliegerabteilung 6) in das Osmanische Reich versetzt, um bei der Schlacht von Gallipoli als Jagdflieger zu kämpfen, wobei er erfolgreich alliierte Fliegerangriffe auf türkische Ziele abwehrte und mehrere Luftsiege errang. Der Oberbefehlshaber der türkischen Armee, Enver Pascha, verlieh ihm persönlich die Goldene Liakat-Medaille. Am 14. April 1916 erhielt er den preußischen Orden Pour le Mérite.
Im September 1916 zur Westfront zurückgekehrt, übernahm er die aus dem bisherigen Kampfeinsitzerkommando Vaux (KEK Vaux) gebildete Jagdstaffel 4 in Vaux-en-Vermandois bei Roupy, zu der die erfolgreichen Kampfflieger Walter Höhndorf, Kurt Wintgens, Ernst von Althaus, Wilhelm Frankl, Otto Bernert und sein Freund Rudolf Berthold gehörten. Letzterer verließ jedoch bald die Staffel, um die Jasta 14 zu übernehmen. Auch hier errang Buddecke mehrere Luftsiege, kehrte aber im Januar 1917 in die Türkei zur Feldfliegerabteilung 5 zurück, um erneut den Luftraum über den Dardanellen zu sichern, diesmal als Chef der Flieger in Gallipoli. Bei den türkischen Soldaten erwarb er den Ehrennamen „El Schahin“ („Jagdfalke“).
Erst im Frühjahr 1918 kehrte Buddecke an die Westfront zurück, um vor dem Beginn der Frühjahrsoffensive die Führung der Jagdstaffel 30 zu übernehmen. Als am 8. März 1918 Rudolf Berthold schwer verwundet wurde, übernahm Buddecke auch dessen Staffel.
Am 10. März 1918 stieg Buddecke, der inzwischen 13 anerkannte Luftsiege erzielt hatte, mit sieben Piloten der Jasta 18 auf, um ein britisches Geschwader von 18 Flugzeugen bei Lille abzufangen. Seinen Fliegern gelang es, das Geschwader abzudrängen, Buddecke wurde jedoch über Harnes unmittelbar hinter den deutschen Linien von einem MG-Geschoss tödlich getroffen.

## Grab

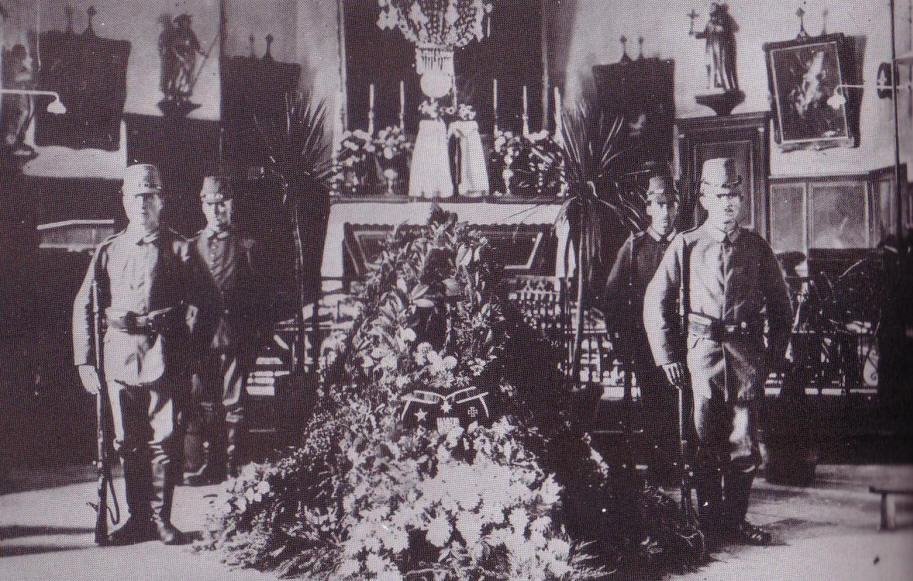
Ehrenwache am Sarg von Buddecke

Bei der Aufbahrung seines Sarges fällt auf, dass sein Ordenkissen als einzige türkische Auszeichnung den Eisernen Halbmond zeigte, obwohl Buddecke insgesamt sechs türkische Auszeichnungen erhielt. Er war der einzige deutsche Flieger, der die Imtiaz- und die Liakat-Medaille in Gold und Silber bekam.
Buddecke liegt auf dem Invalidenfriedhof in Berlin begraben. Sein Grab schmückt ein vom Jenaer Künstler Christoph Natter gestalteter Grabstein. Die vom Expressionismus beeinflusste schlanke Stele läuft in einen stilisierten Jagdvogel aus, was sich als Anspielung auf den Ehrennamen „El Schahin“ verstehen lässt.

## Galerie

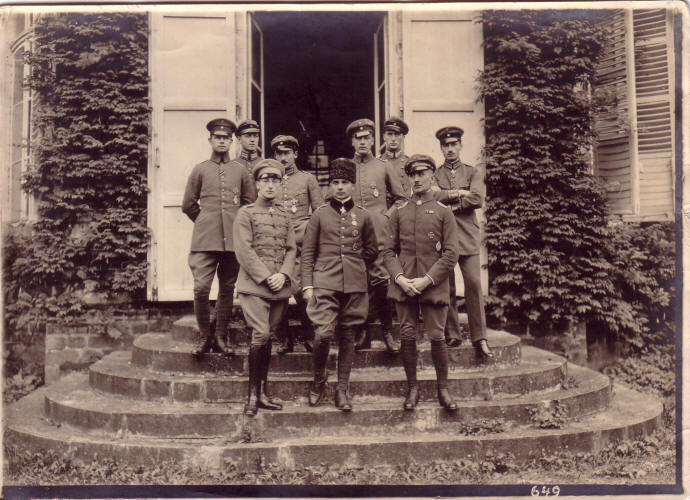
Jasta 4 vor Schloss Vaux, Buddecke mit Fez als osmanischer Hauptmann
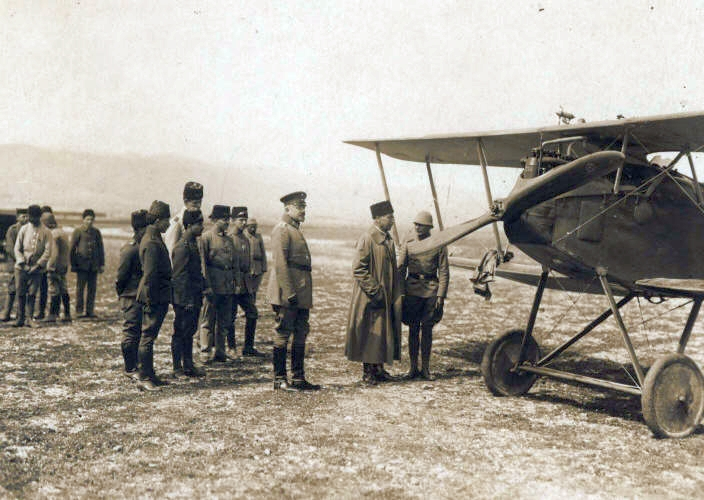
Buddecke und seine Halberstadt
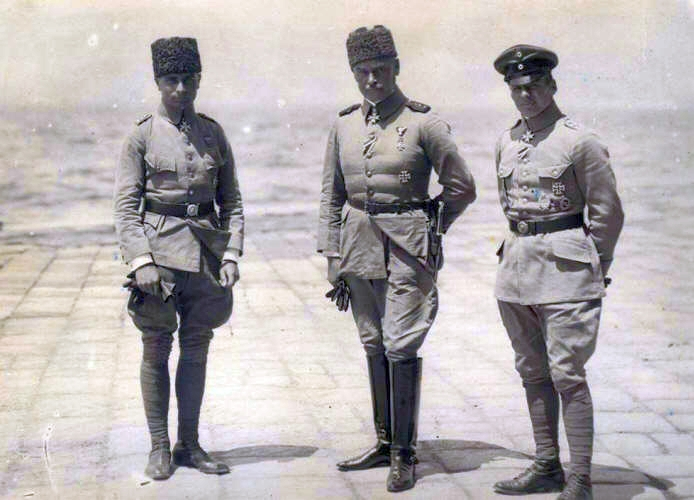
Hans-Joachim Buddecke (links) mit Otto Liman von Sanders in osmanischer Uniform und Oswald Boelcke (1916)
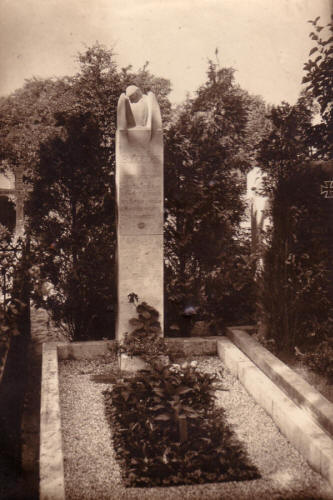
Grab damals
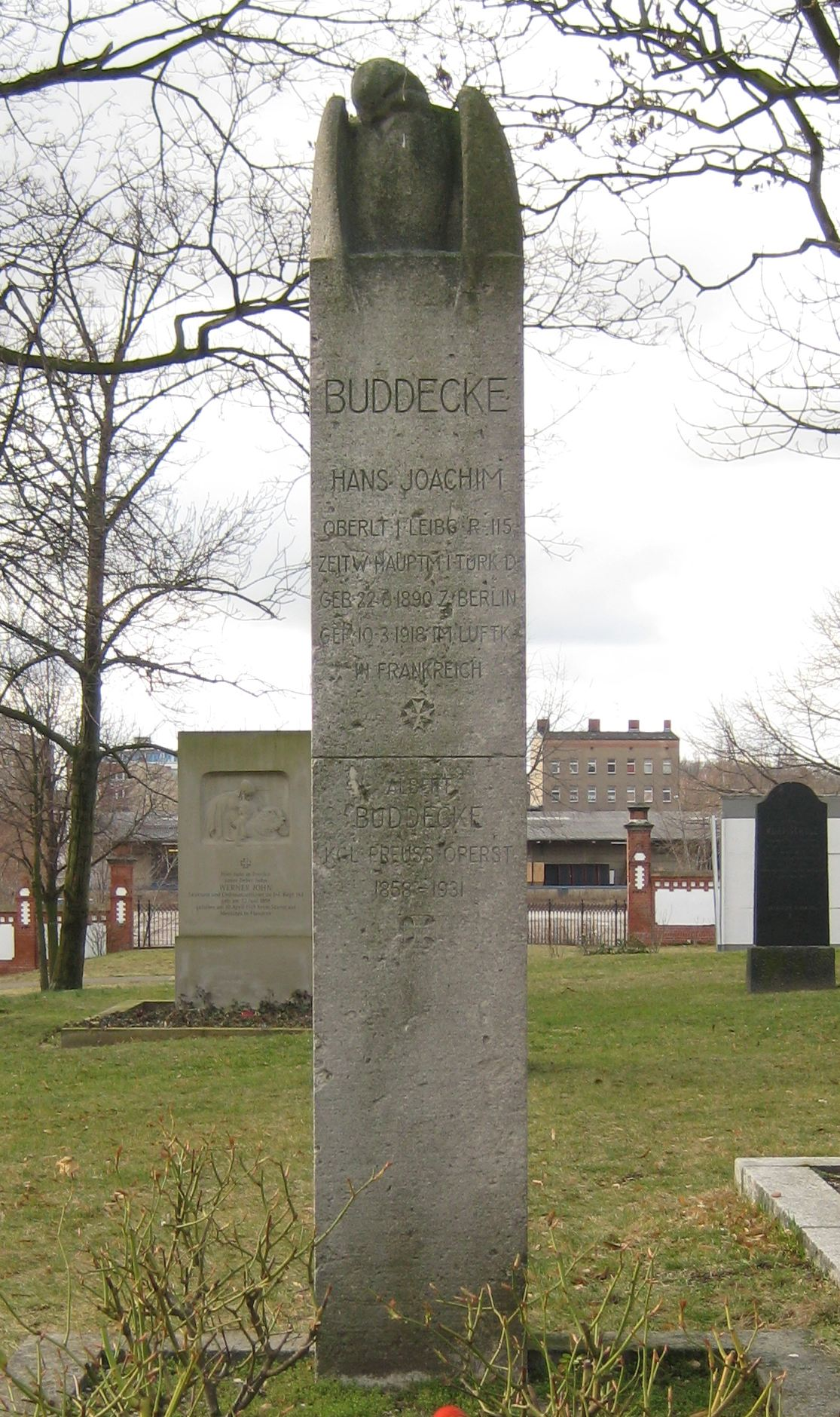
Grab heute, Stele auf Buddeckes Grab auf dem Berliner Invalidenfriedhof

## Schriften
- „El Schahin“ Der Jagdfalke. Aus meinem Fliegerleben. Verlag August Scherl, Berlin 1918.